# Derrick Nix
Derrick O'Neal Nix (Detroit, 11 dicembre 1990) è un cestista statunitense.